# Kolchis

Tidiga stater i dagens Georgien, under perioden 600-150 f.Kr.. Kolchis i grönt.

Kolchis, eller Kolkis (georgiska კოლხეთი, K'olcheti, grekiska Κολχίς, latin Colchis), var under antiken ett kungarike vid Svarta havet i västra Kaukasien som idag motsvaras ungefär av Abchazien, Svanetien, Megrelien, Gurien och Adzjarien i västra Georgien samt det historiska området Pontos på den östra turkiska nordkusten. Namnet återfinns i det nutida Kolchidalåglandet. Kolchis och Kaukasiska Iberien brukar sägas utgöra den historiska grunden till den nuvarande staten Georgien. Kolchis genomströmmas av floden Rioni (antikens Fasis), vars breda floddal är ett utomordentligt fruktbart, men sumpigt och av febersjukdomar härjat alluvialland.
I grekisk mytologi är Kolchis mest känt som Medeas hemland, dit argonauterna beger sig för att hämta det gyllene skinnet. I de grekiska sagorna kallas riket ofta Aia.

## Historik

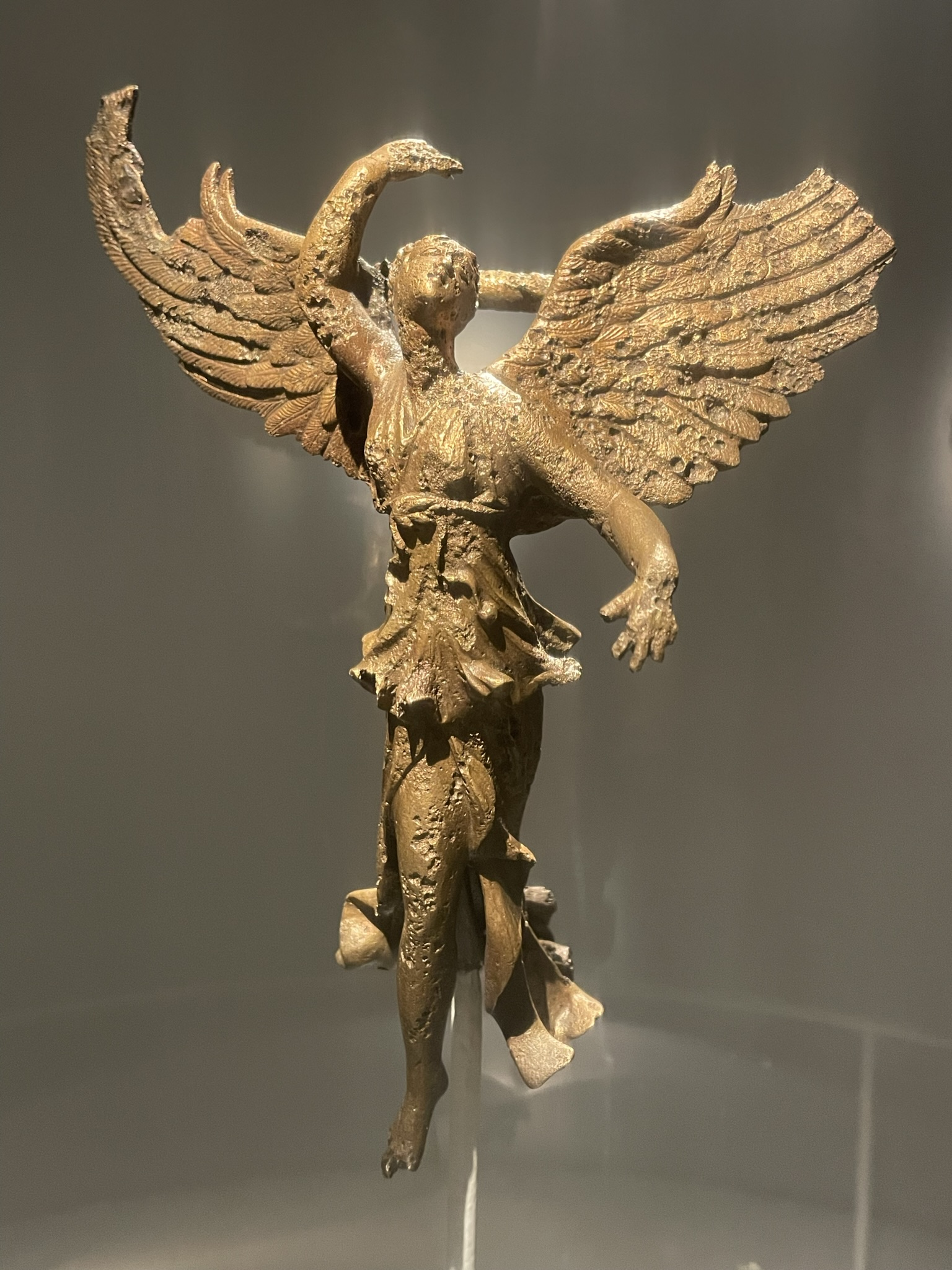
Nike-statyett från Kolchis

Herodotos fann hos Kolchis invånare i såväl utseende som kulturförhållanden mycken likhet med egyptierna och förmodade att de också verkligen härstammade från en egyptisk kolonisation. Under äldre tider styrdes Kolchis av egna kungar i tämligen löst beroende av det persiska riket. På 500-talet f.Kr. koloniserades det av joniska greker från Miletos, som därifrån exporterade bland annat guld, slavar, hudar, timmer och linne och grundade landets viktigaste stad, Dioskurias (under romarna kallad Sebastopolis, nu Suchumi). Mithridates VI av Pontos lade det år 107 f.Kr. under det pontiska riket, och vid dettas upplösning kom området under romerskt välde. Under senantiken blev Kolchis tidigt kristet och kom under bysantinskt välde.

### Förhistoria och tidiga benämningar
Under antiken var östra svartahavs-regionen hem för en avancerad bronsålderskultur känd som den Kolchiska kulturen. Den var besläktad med Kobankulturen i centrala Kaukasus och verkar ha uppstått i mitten av bronsåldern. Mot slutet av 2000-talet f.Kr. verkar flera städer ha funnits längs kusten. Under den sena kolchiska bronsåldern (1400-700 f.Kr.) utvecklades metallsmidet i Kolchis och även jordbruket såg nya framsteg. 
Kolchis bestod under 1400-talet av flera besläktade men distinkta stammar. Dessa var Machelones, Heniochi, Zydretae, Lazi, Chalybes, Tabal, Mossynoeci, Macrones, Moschi, Marres, Apsilae, Abasci, Sanigae, Coraxi, Coli, Melanchlaeni, Geloni och Soani. Stammarnas språk skiljde sig från de kringliggande indoeuropeiska folken vilket gjorde att flera teorier om deras uppkomst framkom under antiken. Mest känd av dessa teorier är Herodotos’, som påstod att kolchierna var besläktade med egyptierna och han menade att de formats ur resterna av farao Senusret III:s armé. Herodotos skriver: 
"Det är tydligt att Kolchisfolket är egypter, Och det jag skriver har jag själv noterat innan jag hörde det från andra. När det slog mig beslutade jag mig för att undersöka folken och kolchisfolket minns egypterna bättre än vad egypterna minns dem. Egypterna berättar att kolchisfolket stred i Senusrets armé vilket jag tidigare gissat. Då de är mörkhyade med ull-likt hår, betyder detta dock inte mycket, då andra folkslag också är det. Mitt främsta bevis är istället att kolchisfolket, egypterna och etiopierna är de folkslag som utför omskärnelse på sina söner." Herodotos påstående har dock avvisats av moderna forskare och det anses tvivelaktigt att Herodotos någonsin var i Kolchis eller Egypten.
Plinius den äldre skrev: "Kolchiserna styrdes av sin egen konung i de tidigaste åldrarna. Kung Senusret besegrades i Skytien och drevs på flykt av Kolchis konung. Om det är sant hade de inte endast en kung under den tiden, utan de var ett väldigt mäktigt folk."
Moderna forskare tror att kolchisfolket var urfäder till dagens Laz-folk som lever längsmed svarta havets östkust och att de utgör en stor del av den etniska uppsättningen av dagens georgier.

### Den persiska tiden
På 1300-talet f.Kr. hade Kolchis blivit ett enat kungadöme då områdets stammar börjat slå sig samman. Kungadömet var enligt den grekiska mytologin känd som argonauternas slutmål och Medeas hemland och landet ansågs vara ett hem för trolldom och magi. På urarteiska kallades riket Qulha.
Kolchis låg i permanent krig med sina grannar och på 750-talet f.Kr. lyckades de erövra delar av kungadömet Diauehi. Framgången blev dock kort och under 740-talet f.Kr. förlorade de stora delar av sitt rike till Urartu inklusive sin huvudstad Ildemusa. 730–720 f.Kr. invaderades kungadömet av kimmerier och skyter och de utsattes för räder av Assyrien. De konstanta invasionerna resulterade i att riket upplöstes och på mitten av 500-talet f.Kr. erövrades södra Kolchis av det persiska riket. 
De södra kolchiska stammarna blev snabbt inlemmade i det 19:de persiska satrapin och de norra stammarna underkastade sig därefter det persiska riket "frivilligt". De skulle sedan tvingas betala tribut till det persiska hovet bestående av 100 flickor och 100 pojkar var femte år. På 400-talet f.Kr. drog Xenofons tio tusen genom landet på sin väg mot svarta havet. De mötte den kolchiska armén vid Trabzon och besegrade dem där. Allt var dock inte dåligt under perserna. Det persiska handelsnätverket gjorde att Kolchis blev ett rikt och mäktigt område och till slut kunde de befria sig från perserna. De enade sig då med riket Iberia och skapade kungadömet Kartli-Iberia.

## Utgrävningar
På 1960-talet grävde sovjetiska arkeologer ut städer med stadsportar, vakttorn och tempel från det första århundradet efter Kristus. I staden Vani har man sedan 1947 grävt ut resterna av en antik stad, och gjort särskilt rikliga fynd.